# مركز بوسان للسينما
مركز بوسان للسينما (الكورية: 영화의전당) هو المكان الرسمي لاستضافة مهرجان بوسان السينمائي الدولي. حيث تقام مراسم الافتتاح والختام، وتقع في مدينة سنتوم، بوسان، كوريا الجنوبية. تم افتتاح المركز الذي تبلغ تكلفته حوالي 150 مليون دولار أمريكي (167.85 مليار وون كوري) في 29 سبتمبر 2011، أي بعد ثلاث سنوات تقريبًا من بدء البناء. حصل المبنى على جائزة العمارة الدولية وجائزة أثينيوم شيكاغو في عام 2007.